# Урулюнгуй (Краснокаменский район)
Урулюнгуй — посёлок при железнодорожной станции в Краснокаменском районе Забайкальского края России. Входит в состав сельского поселения «Целиннинское».

## География
Посёлок находится в северной части района, к югу от реки Урулюнгуй, на расстоянии примерно 13 километров (по прямой) к северо-северо-востоку (NNE) от города Краснокаменска. Абсолютная высота — 605 метров над уровнем моря.
Климат
Климат характеризуется как резко континентальный, сухой, с длительной холодной зимой. Средняя температура самого холодного месяца (января) составляет −26 — −28°С, температура самого тёплого (июля) — 19 — 21°С. Среднегодовое количество атмосферных осадков составляет около 300 мм.
Часовой пояс
Посёлок Урулюнгуй находится в часовой зоне МСК+6. Смещение применяемого времени относительно UTC составляет +9:00.

## Население
| 2010 | 2021 |
| ---- | ---- |
| 135  | ↘108 |

Половой состав
По данным Всероссийской переписи населения 2010 года в гендерной структуре населения мужчины составляли 41,5 %, женщины — соответственно 58,5 %.
Национальный состав
Согласно результатам переписи 2002 года, в национальной структуре населения русские составляли 92 % из 170 чел.

## Улицы
Уличная сеть посёлка состоит из одной улицы (ул. Железнодорожная).